# Ichiryūsai Teiyū
Suzuki Mie (鈴木 三枝 Suzuki Mie, sinh 20 tháng 6 năm 1958),còn được biết nhiều với nghệ danh là Ichiryūsai Teiyū (一龍斎 貞友 Ichiryūsai Teiyū) và Suzuki Mie (鈴木 みえ Suzuki Mie), là nữ diễn viên lồng tiếng Nhật Bản và kōdan-shi.

## Lồng tiếng
- Chibi Maruko-chan - Sakura Sumire
- Crayon Shin-chan - Masao
- Tsubasa Giấc mơ sân cỏ và Shin Tsubasa Giấc mơ sân cỏ - Matsuyama Hikaru, Urabe Hanji
- Fist of the North Star - Bat
- Nintama Rantarou - Shinbei
- Saint Seiya - Daichi (Steel Saint of Fox

Vai lồng tiếng
- Cow & Chicken (lồng tiếng Nhật) - Cow
- Daxter (trò chơi điện tử - phiên bản Nhật) - Daxter
- Indiana Jones and the Temple of Doom (lồng tiếng Nhật) - Vòng ngắn